# Rhyparida
Rhyparida là một chi bọ cánh cứng trong họ Chrysomelidae.
Chi này được miêu tả khoa học năm 1861 bởi Baly.

## Các loài
Các loài trong chi này gồm:
- Rhyparida ceramensis Medvedev, 2003
- Rhyparida diversicornis Medvedev, 1995
- Rhyparida katrinae Medvedev, 1995
- Rhyparida margrafi Medvedev, 1995
- Rhyparida sparsepunctata Medvedev, 2003
- Rhyparida thailandica Medvedev, 2001
- Rhyparida weiseana Medvedev, 1995